# Макаренко Світлана Олегівна
Макаренко Світлана Олегівна — українська художниця, дизайнер, художник-постановник кіно. Народилася 20 липня 1973 у Дніпропетровську.
Закінчила архітектурний факультет Придніпровської академії будівництва та архітектури (1996). З 1999 року живе і працює у Києві. Співпрацювала з «Фондом Мазоха» в створенні проекту «Найкращі художники 20-го століття» для Венеціанського бієнале сучасного мистецтва
 2001 року.
Художник постановник фільму Las Meninas (режисер Ігор Подольчак, 2008, Україна. Світова прем'єра фільму відбулася у конкурсній програмі на Міжнародному кінофестивалі в Роттердамі

25 січня 2008 року.
Фільм узяв участь у 23-х міжнародних кінофестивалях, в 10 з них у конкурсній програмі, в інших в офіційній селекції. Зарубіжна критика сприйняла фільм як естецько-експериментальний
 та такий, що розвиває сучасну кіномову. Українська прем'єра відбулася 9 червня 2009 року в рамках Фестивалю європейського кіно у Києві
.
Кінотеатральний реліз фільму в Україні відбувся 5 жовтня 2009 року.

## Фільмографія

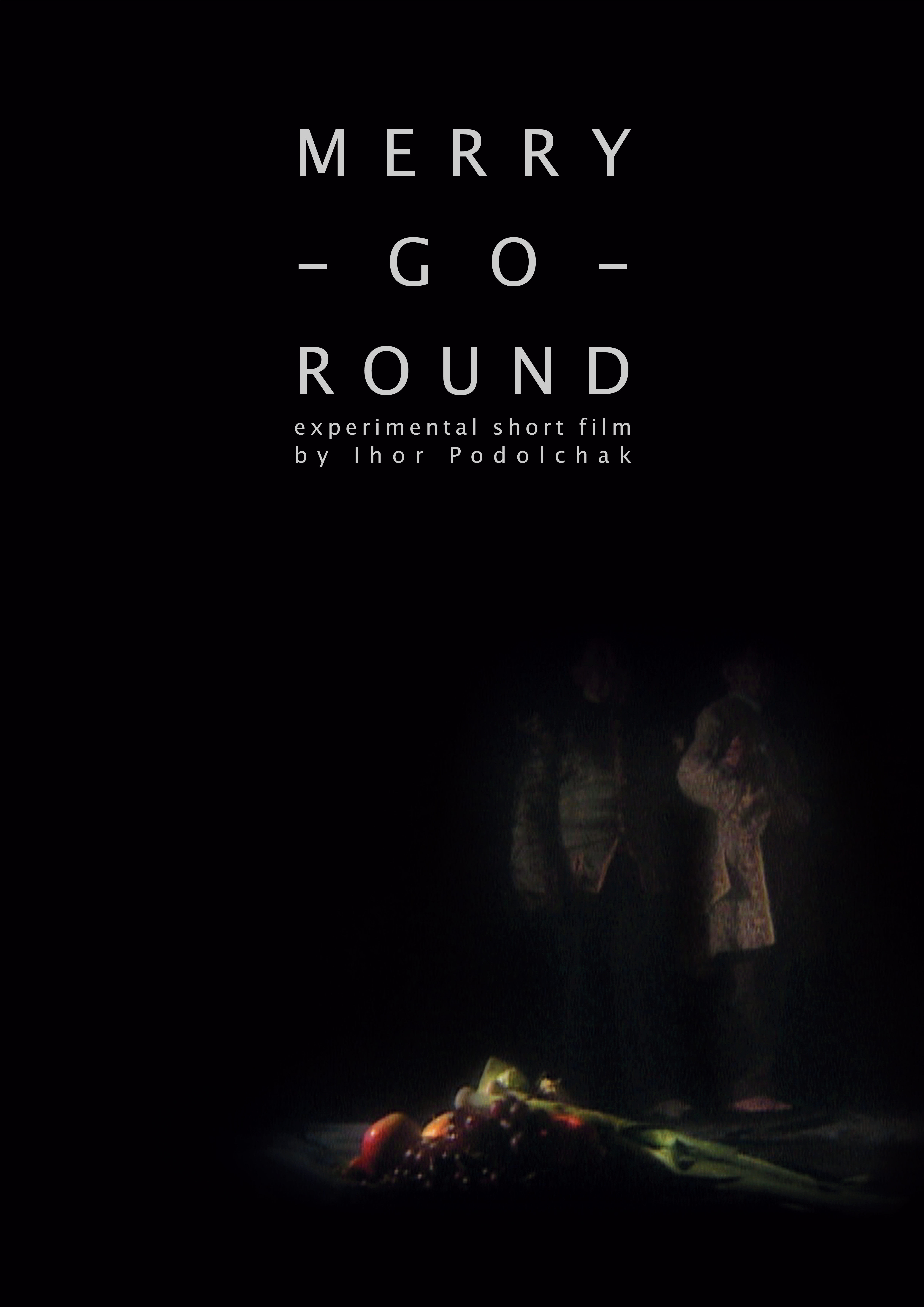
Merry-Go-Round. Плакат, 2017

- Las Meninas (режисер Ігор Подольчак, Україна, 2008 рік)
- Delirium (режисер Ігор Подольчак, Україна, Чехія, 2013 рік);
- Merry-Go-Round (Ігор Подольчак, Україна, Польща, 2017 рік)[8].